# Óscar Rodríguez Arnaiz
Óscar Rodríguez Arnaiz (Talavera de la Reina, 28 giugno 1998) è un calciatore spagnolo, centrocampista o ala svincolato.

## Caratteristiche tecniche
È un trequartista, dal baricentro basso, forte fisicamente, con una notevole capacità di corsa, si dimostra molto rapido nei movimenti, dotato di un'ottima tecnica di base, possiede un buon tiro dalla distanza, ed è abile nei calci piazzati. In possesso di un ottimo controllo di palla, ha una grande visione di gioco che gli permette di essere un buon assist-man; duttile tatticamente, può essere schierato anche come ala offensiva, o in una posizione più arretrata della metà campo.

## Carriera

### Club

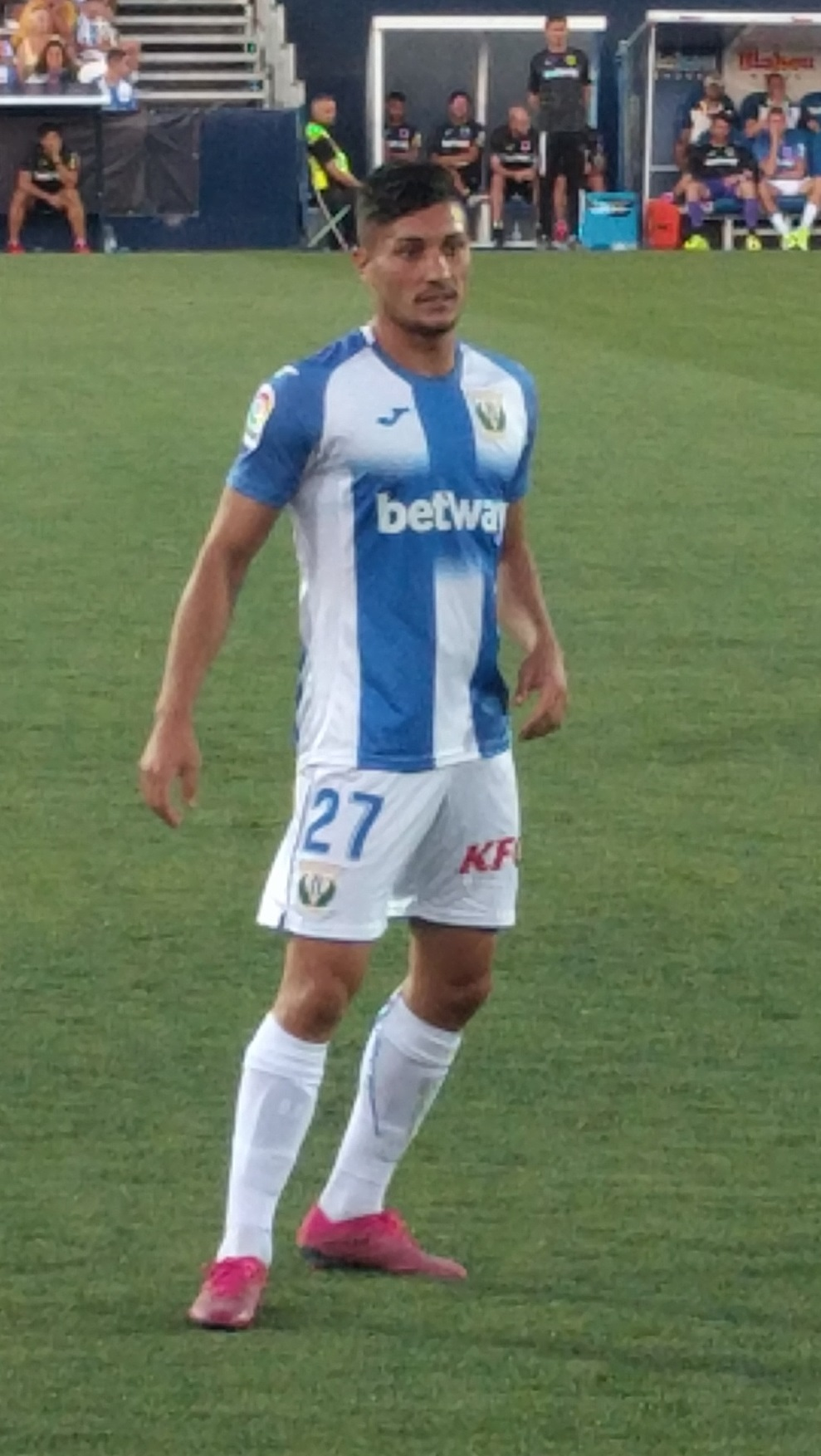
Óscar Rodríguez con la maglia del nell'agosto 2019

Cresciuto nel settore giovanile del Real Madrid, in cui è arrivato a undici anni, nel 2017 è stato inserito nella rosa della seconda squadra dei Blancos, con cui ha disputato un’ottima stagione a livello individuale, emergendo come uno dei migliori giovani del club.
Il 13 agosto 2018 viene ceduto in prestito annuale al Leganés. A fine stagione rinnova il prestito per un altro anno. Nella seconda stagione con 9 reti realizzate è il migliore marcatore della squadra; tuttavia ciò non basta a evitare la retrocessione del club pepinero.
Il 29 agosto 2020 viene ceduto al Siviglia a titolo definitivo per un corrispettivo di 13,5 milioni di euro per il 75% del cartellino del giocatore.
Il 17 gennaio 2022 passa in prestito al Getafe fino alla fine della stagione.
L'8 luglio 2022 viene ceduto in prestito al Celta Vigo.

### Nazionale
Dopo avere rappresentato le selezioni giovanili spagnole, il 10 settembre 2019, ha fatto il suo esordio nella nazionale Under-21 spagnola, giocando da titolare, nella partita vinta per 1-0 in trasferta contro i pari età del Kazakistan, valida per la qualificazione agli Europei del 2021. Il 19 novembre successivo, segna la sua prima rete in maglia Rojita nella partita pareggiata per 1-1 in trasferta contro Israele.
Il 20 agosto 2020 viene convocato per la prima volta in nazionale maggiore dal CT delle furie rosse Luis Enrique. Il 3 settembre esordisce contro la Germania subentrando all'80º minuto al posto di Fabián Ruiz.

## Statistiche

### Presenze e reti nei club
Statistiche aggiornate al 19 luglio 2020.
| Stagione        | Squadra          | Campionato      | Campionato | Campionato | Coppe nazionali | Coppe nazionali | Coppe nazionali | Coppe continentali | Coppe continentali | Coppe continentali | Altre coppe | Altre coppe | Altre coppe | Totale | Totale |
| Stagione        | Squadra          | Comp            | Pres       | Reti       | Comp            | Pres            | Reti            | Comp               | Pres               | Reti               | Comp        | Pres        | Reti        | Pres   | Reti   |
| --------------- | ---------------- | --------------- | ---------- | ---------- | --------------- | --------------- | --------------- | ------------------ | ------------------ | ------------------ | ----------- | ----------- | ----------- | ------ | ------ |
| 2017-2018       | Real M. Castilla | SDB             | 34         | 6          | -               | -               | -               | -                  | -                  | -                  | -           | -           | -           | 34     | 6      |
| 2017-2018       | Real Madrid      | PD              | 0          | 0          | CR              | 1               | 0               | UCL                | 0                  | 0                  | SU+SS+Cmc   | 0           | 0           | 1      | 0      |
| 2018-2019       | Leganés          | PD              | 31         | 4          | CR              | 1               | 0               | -                  | -                  | -                  | -           | -           | -           | 32     | 4      |
| 2019-2020       | Leganés          | PD              | 30         | 9          | CR              | 2               | 0               | -                  | -                  | -                  | -           | -           | -           | 32     | 9      |
| Totale Leganés  | Totale Leganés   | Totale Leganés  | 61         | 13         |                 | 3               | 0               |                    | -                  | -                  |             | -           | -           | 64     | 13     |
| 2020-2021       | Siviglia         | PD              | -          | -          | CR              | -               | -               | UCL                | -                  | -                  | SU          | -           | -           | -      | -      |
| Totale carriera | Totale carriera  | Totale carriera | 95         | 19         |                 | 4               | 0               |                    | 0                  | 0                  |             | 0           | 0           | 99     | 19     |

### Cronologia presenze e reti in nazionale
| Cronologia completa delle presenze e delle reti in nazionale ― Spagna | Cronologia completa delle presenze e delle reti in nazionale ― Spagna | Cronologia completa delle presenze e delle reti in nazionale ― Spagna | Cronologia completa delle presenze e delle reti in nazionale ― Spagna | Cronologia completa delle presenze e delle reti in nazionale ― Spagna | Cronologia completa delle presenze e delle reti in nazionale ― Spagna | Cronologia completa delle presenze e delle reti in nazionale ― Spagna | Cronologia completa delle presenze e delle reti in nazionale ― Spagna |
| Data                                                                  | Città                                                                 | In casa                                                               | Risultato                                                             | Ospiti                                                                | Competizione                                                          | Reti                                                                  | Note                                                                  |
| --------------------------------------------------------------------- | --------------------------------------------------------------------- | --------------------------------------------------------------------- | --------------------------------------------------------------------- | --------------------------------------------------------------------- | --------------------------------------------------------------------- | --------------------------------------------------------------------- | --------------------------------------------------------------------- |
| 3-9-2020                                                              | Stoccarda                                                             | Germania                                                              | 1 – 0                                                                 | Spagna                                                                | UEFA Nations League 2020-2021 - 1º turno                              | -                                                                     | 80’                                                                   |
| 6-9-2020                                                              | Madrid                                                                | Spagna                                                                | 4 – 0                                                                 | Ucraina                                                               | UEFA Nations League 2020-2021 - 1º turno                              | -                                                                     | 69’                                                                   |
| Totale                                                                |                                                                       | Presenze                                                              | 2                                                                     |                                                                       | Reti                                                                  | 0                                                                     |                                                                       |

| Cronologia completa delle presenze e delle reti in nazionale ― Spagna under 21 | Cronologia completa delle presenze e delle reti in nazionale ― Spagna under 21 | Cronologia completa delle presenze e delle reti in nazionale ― Spagna under 21 | Cronologia completa delle presenze e delle reti in nazionale ― Spagna under 21 | Cronologia completa delle presenze e delle reti in nazionale ― Spagna under 21 | Cronologia completa delle presenze e delle reti in nazionale ― Spagna under 21 | Cronologia completa delle presenze e delle reti in nazionale ― Spagna under 21 | Cronologia completa delle presenze e delle reti in nazionale ― Spagna under 21 |
| Data                                                                           | Città                                                                          | In casa                                                                        | Risultato                                                                      | Ospiti                                                                         | Competizione                                                                   | Reti                                                                           | Note                                                                           |
| ------------------------------------------------------------------------------ | ------------------------------------------------------------------------------ | ------------------------------------------------------------------------------ | ------------------------------------------------------------------------------ | ------------------------------------------------------------------------------ | ------------------------------------------------------------------------------ | ------------------------------------------------------------------------------ | ------------------------------------------------------------------------------ |
| 6-9-2019                                                                       | Astana                                                                         | Kazakistan under 21                                                            | 0 – 1                                                                          | Spagna under 21                                                                | Qual. Europeo Under-21 2021                                                    | -                                                                              | 71’                                                                            |
| 10-9-2019                                                                      | Castellón de la Plana                                                          | Spagna under 21                                                                | 2 – 0                                                                          | Montenegro under 21                                                            | Qual. Europeo Under-21 2021                                                    | -                                                                              | 76’                                                                            |
| 14-11-2019                                                                     | Alcorcón                                                                       | Spagna under 21                                                                | 3 – 0                                                                          | Macedonia del Nord under 21                                                    | Qual. Europeo Under-21 2021                                                    | -                                                                              | 44’ 46’                                                                        |
| 19-11-2019                                                                     | Ramat Gan                                                                      | Israele under 21                                                               | 1 – 1                                                                          | Spagna under 21                                                                | Qual. Europeo Under-21 2021                                                    | 1                                                                              | 46’                                                                            |
| Totale                                                                         |                                                                                | Presenze                                                                       | 4                                                                              |                                                                                | Reti                                                                           | 1                                                                              |                                                                                |